# 上野彦馬賞
上野彦馬賞（うえのひこましょう）は、日本の写真コンテスト。九州産業大学が建学40周年を迎えた2000年に創設された。正式名称は、「第○回上野彦馬賞 九州産業大学フォトコンテスト」（きゅうしゅうさんぎょうだいがくフォトコンテスト）。「若手写真家の登竜門」と呼ばれる。
2016年「第17回」では、それまでの最高賞金を「30万円」から「50万円」に、「一般部門」の対象年齢を「35歳以下」から「39歳以下」に、それぞれ引き上げた。
「第17回」の応募総数は、6,283点（同賞史上最多）。2017年6月29日時点で「第17回」を継続中（2017年9月10日～9月21日開催の「北海道東川町文化ギャラリー展」をもって終了）。。九州産業大学と毎日新聞社が主催する。「一般部門」のほかに「高校生・中学生部門」がある。2013年に「ファミリー部門」が新設された。なお彦馬と同校は全くの無関係であり、同校が勝手に行っているものである。